# David Zábranský
David Zábranský (* 3. března 1977, Praha) je český spisovatel, dramatik, právník a novinář. V roce 2007 byl oceněn Magnesii Literou v kategorii objev roku. Žije v Praze a Athénách.

## Život a kariéra
Vystudoval mediální studia a právo na Univerzitě Karlově v Praze. Právu se zpočátku věnoval, a to většinou v nevládním sektoru, když mj. pracoval v Poradně pro občanství/Občanská a lidská práva, v Organizaci pro pomoc uprchlíkům nebo v Lize lidských práv.
Jeho první kniha Slabost pro každou jinou pláž, za kterou byl oceněn Magnesii Literou, vyšla v roce 2006.
V roce 2016 napsal předlohu k divadelní hře Herec a truhlář Majer mluví o stavu své domoviny, která měla premiéru v pražském Studiu Hrdinů.
Jeho autorské články se objevují v českých médiích, jako je magazín Reportér, Mladá fronta, Parlamentních listech dříve publikoval také v české verzi online magazínu VICE.
Zábranský je andělem Orchestru Berg. Mezi lety 2015 a 2017 byl šéfredaktorem portálu CzechLit, který sloužil k propagaci české literatury v zahraničí. Jeho texty byly publikovány ve španělštině, němčině, maďarštině a dalších jazycích.
Zábranský na otázku proč píše, odpověděl Českému rozhlasu: „Protože jsem zatím nenašel nic, co by mě uspokojovalo víc. Ta chvíle, kdy něco vznikne, je znovuzázračná, stejně jako je každé narození dítěte zázrak, přestože planeta je přelidněná. Člověk se prostě nesmí vyděsit, když přijde do knihkupectví a tam uvidí regály plné knih. Ty plné regály v nejmenším nedegradují proces tvorby a její výsledek. Já jinak vším rychle pohrdnu, holt jedináček. Kdybych dostal bavoráka, tak mě baví den. S psaním je to jiné.“

## Dílo
- Slabost pro každou jinou pláž, Argo, 2006, ISBN 80-7203-822-2 – román
- Šternův pokus milovat, Argo, 2008, ISBN 978-80-7203-999-9 – román
- Kus umělce, Nakladatelství Petr Štengl, 2010, ISBN 978-80-904455-3-6 – novela
- Hudba! Konečně!, ČRo, 2010 – rozhlasová hra
- Declassé (Lekce pro učitele), Respekt, 2011 – povídka
- Edita Farkaš, JT´s, 2011, ISBN 978-80-905022-0-8 – novela
- Edita Farkaš*, JT's, 2012 – novela
- Walterova cesta k místu posledního odpočinku jeho spolurodáka Arthura Schopenhauera, Respekt, 2014 – povídka
- Albena (autorka Kateřina Držková), ArtMap, 2015 – textová spolupráce na konceptuálním uměleckém díle
- Martin Juhás čili Československo, Premedia, 2015 – román; nominace na Literu za prózu 2016
- Šest nevinných, Pavel Mervart 2015, ISBN 978-80-7465-161-8 – detektivní román (spoluautor)
- Herec a truhlář Majer mluví o stavu své domoviny, Studio Hrdinů 2016, ISBN 978-80-906544-0-2 – text divadelní hry
- Za Alpami, Větrné mlýny, 2017 – román
- Logoz aneb Robert Holm, marketér dánský, Větrné mlýny, 2019 – román; nominace na Literu za prózu 2019
- Republika. Andrej byl otec i syn i premiér, Větrné mlýny, 2020
- O jednom zachraňování života: Monolog ústavního právníka a ex-sociálního demokrata, Větrné mlýny, 2022
- Jů a hele, Větrné mlýny, 2024

## Ocenění
Autorův debut Slabost pro každou jinou pláž získal cenu Magnesia Litera v kategorii Objev roku. Kniha Edita Farkaš byla nominována na Českou knihu a Škvoreckého cenu. Román Martin Juhás čili Československo byl opět nominovaný na Českou knihu, dále na Magnesii Litera v kategorii Próza a Kniha roku. Romány Logoz a Jů a hele byly také nominovány na Magnesii Literu v kategorii Próza. 
Zábranský obdržel několik zahraničních stipendií (mimo jiné stipendium Homines Urbani nebo stipendium Visegrádského fondu, obojí v polském Krakově, dále Hermann-Kesten Stipendium v Norimberku a stipendium ve Wiesbadenu).